# Braune Randwanze
Die Braune Randwanze (Gonocerus acuteangulatus), auch Haselrandwanze und Schlehen-Randwanze genannt, ist eine Wanze aus der Familie der Randwanzen (Coreidae).

## Merkmale
Die Wanzen werden 12 bis 15 Millimeter lang. Die verhältnismäßig großen Tiere sind rötlich braun gefärbt und können von der häufigeren Lederwanze (Coreus marginatus) durch den schmaleren Hinterleib und die stärker zugespitzten Seitenränder des Pronotums unterschieden werden. Die Nymphen haben einen grün gefärbten Hinterleib.

## Verbreitung und Lebensraum
Die Art ist von Europa, mit Ausnahme des Nordens, bis nach Zentralasien verbreitet. In Deutschland war sie bis zum Jahr 2007 nur im Süden verbreitet, jedoch selten und im nördlichen Tiefland fast nirgends vorkommend. Die nördliche Verbreitungsgrenze verlief etwa vom Rheinland über den Süden Niedersachsens bis nach Brandenburg. Seit dem Jahr 2011 ist die sich weiter nach Norden ausbreitende Art aus nahezu allen Teilen Deutschlands nachgewiesen. In Österreich ist die Art verbreitet. Die ursprünglich in Großbritannien sehr seltene Art war nur von Box Hill in Surrey bekannt, kommt mittlerweile aber in großen Teilen des Südostens von England und darüber hinaus vor. Die wärmeliebende Art besiedelt vor allem im Norden ihres Verbreitungsgebietes ausschließlich trockene und warme, südexponierte Lebensräume.

## Lebensweise
Die Tiere leben auf Laubgehölzen, insbesondere an Sträuchern die Beeren tragen wie etwa an Kreuzdorn (Rhamnus) und Faulbaum (Frangula alnus) aus der Familie der Kreuzdorngewächse (Rhamnaceae), Hunds-Rose (Rosa canina) und Weißdornen (Crataegus) aus der Familie der Rosengewächse (Rosaceae) oder Roter Heckenkirsche (Lonicera xylosteum) aus der Familie der Geißblattgewächse (Caprifoliaceae). Dort saugen sie insbesondere an reifenden Früchten. Die Imagines saugen an einer größeren Zahl verschiedener Pflanzenarten; sogar an Nadelgehölzen wie Wacholder (Juniperus). Die Imagines fliegen bei hohen Temperaturen sehr aktiv.

## Galerie

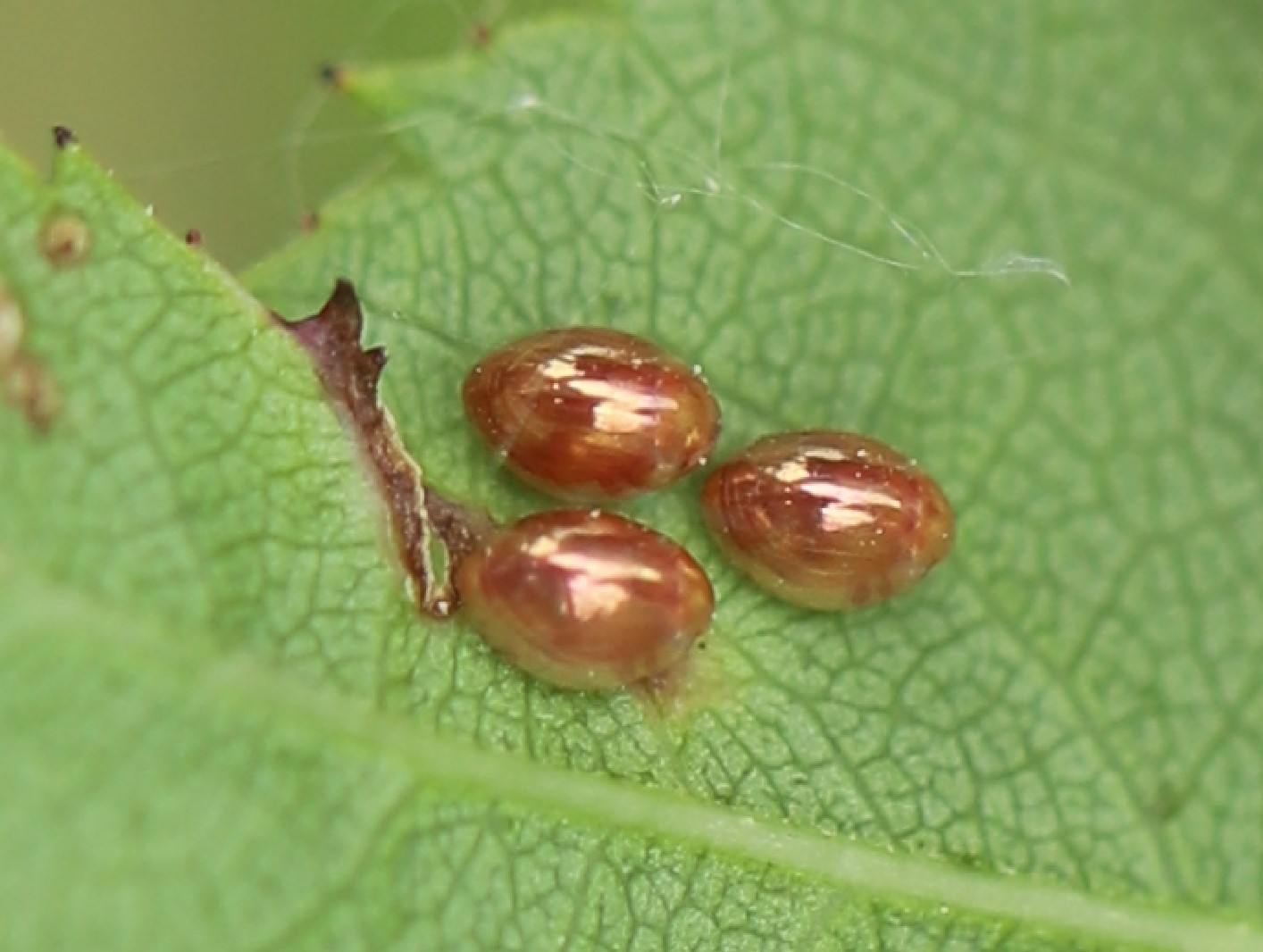
3 Eier auf der Blattunterseite einer Hundsrose am 19. Juni 2023
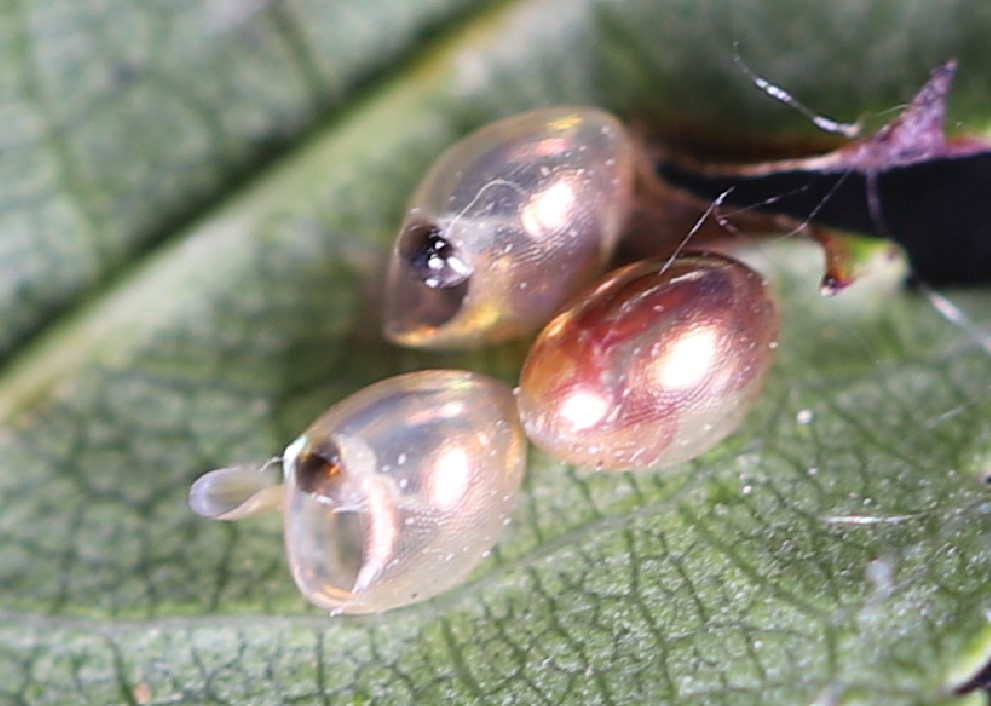
2 geöffnete Eier, aus denen am 20. Juni 2023 Nymphen schlüpften
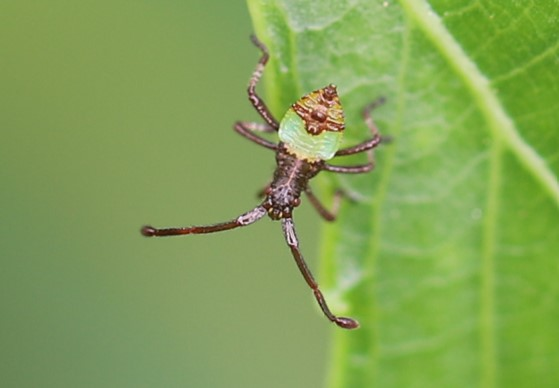
Frisch geschlüpfte Nymphe
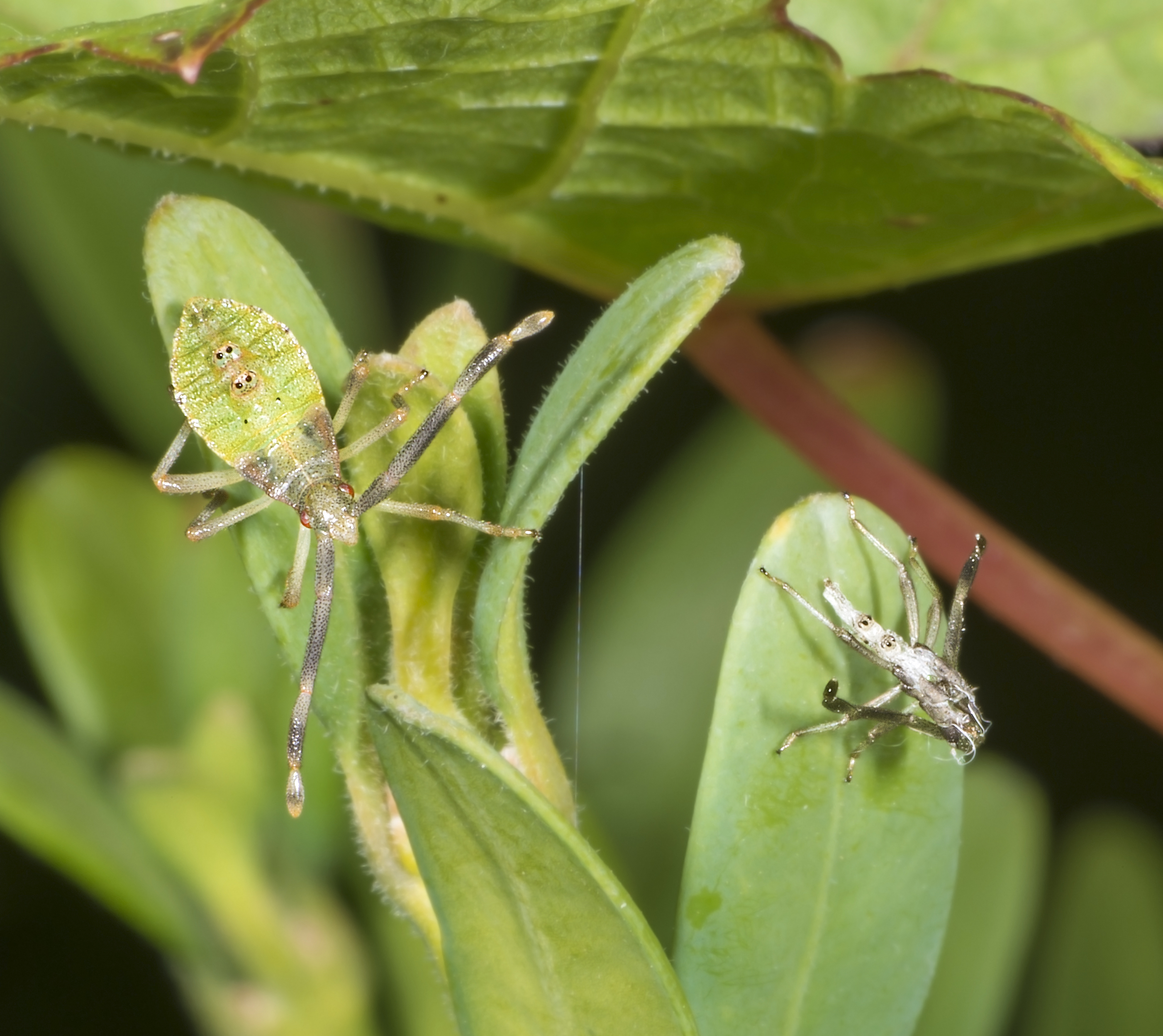
Nymphe mit ihrer Exuvie (rechts).
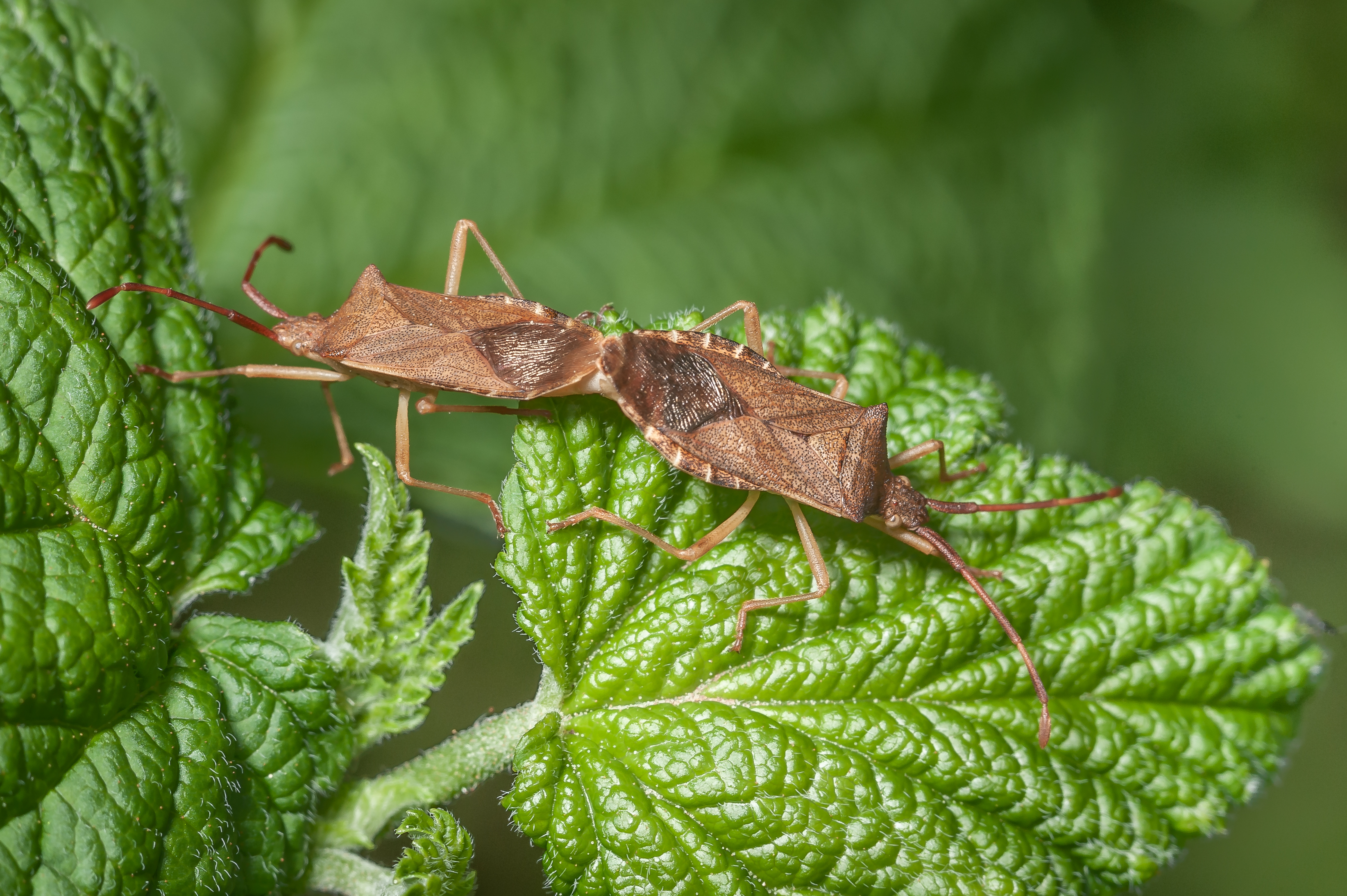
Gonocerus acuteangulatus Paarung

## Belege